# Jean-Olivier Zirignon
Jean-Olivier Zirignon (né le 27 avril 1971) est un athlète ivoirien, spécialiste des épreuves de sprint.

## Biographie
Jean-Olivier Zirignon améliore le record ivoirien du 100 mètres en 10 s 07 lors des Jeux de la Francophonie organisés en 1997 à Madagascar.
Il participe aux Jeux olympiques en 1992 et en 1996, en étant à Atlanta le porte-drapeau de la délégation ivoirienne.

### Palmarès
| Date | Compétition            | Lieu      | Résultat | Épreuve   | Performance |
| ---- | ---------------------- | --------- | -------- | --------- | ----------- |
| 1990 | Championnats d'Afrique | Le Caire  | 3e       | 4 × 100 m | 40 s 24     |
| 1992 | Jeux olympiques        | Barcelone | 7e       | 4 × 100 m | 38 s 82     |
| 1993 | Championnats d'Afrique | Durban    | 2e       | 100 m     | 10 s 53     |
| 1993 | Championnats du monde  | Stuttgart | 7e       | 4 × 100 m | 38 s 82     |
| 1995 | Jeux africains         | Harare    | 3e       | 4 × 100 m | 39 s 61     |
| 1998 | Championnats d'Afrique | Dakar     | 1er      | 4 × 100 m | 38 s 76     |

### Records
| Épreuve | Performance | Lieu         | Date             |
| ------- | ----------- | ------------ | ---------------- |
| 100 m   | 10 s 07     | Antananarivo | 3 septembre 1997 |